# White snake
White snake is het eerste studioalbum van David Coverdale. 
De zanger, die het niet meer naar zijn zin had in Deep Purple, gaf aan dat hij ging vertrekken. De andere leden hadden echter zelf al afgesproken die band op te heffen, maar waren het vergeten aan Coverdale te vertellen. Er restte Coverdale dus niets anders dan zelf een album op te nemen. Hij schakelde daarbij Roger Glover als muziekproducent in. Glover was de basgitarist van Deep Purple, en had voor de opheffing in juli 1976 de band al had verlaten. 
De muziek van het album laat goed horen dat een samenwerking tussen Ritchie Blackmore (de oorspronkelijk gitarist van DP) en Coverdale er niet in zat. Blackmore wilde pure hardrock spelen, terwijl Coverdales composities af en toe tegen soul en soulachtige bluesrock aan zitten. Het album werd opgenomen in de Kingsway Recorders te Londen.    
Het is de eerste keer dat de naam White snake opdoemt bij Coverdale. Later zou hij zijn muziekgroep Whitesnake (aan elkaar geschreven!) noemen. Snake heeft naast de betekenis slang in het Amerikaanse slang de betekenis “onruststoker”.

## Musici
- David Coverdale – zang, piano, percussie
- Micky Moody – gitaar, percussie, achtergrondzang (afkomstig uit Juicy Lucy)
- Simon Phillips – slagwerk
- De Lisle Harper – basgitaar, percussie, zang
- Tim Hinkley – toetsinstrumenten
- Roy Aspery – saxofoon
- Roger Glover – basgitaar, melodica, zang, percussie
- Liza Strike, Helen Chappelle,  Barry St. John – achtergrondzang

## Muziek
| Nr. | Titel                         | Duur |
| --- | ----------------------------- | ---- |
| 1.  | Lady (Coverdale, Moody)       | 3:48 |
| 2.  | Blindman (Coverdale)          | 6:01 |
| 3.  | Goldies place (Coverdale)     | 5:03 |
| 4.  | Whitesnake (Coverdale, Moody) | 4:02 |

| Nr. | Titel                              | Duur |
| --- | ---------------------------------- | ---- |
| 1.  | Time on my side (Coverdale, Moody) | 4:26 |
| 2.  | Peace lovin’ man (Coverdale)       | 4:03 |
| 3.  | Sunny days (Coverdale)             | 3:31 |
| 4.  | Hole in de the sky (Coverdale)     | 4:03 |
| 5.  | Celebration (Coverdale)            | 4:11 |

Sommige compact discuitvoeringen bevatten als extra de eerste opnamen van Sunny days en Peace lovin’ man. Andere compact discs bevatten Coverdales tweede album als extra.